# Harry Potter y el misterio del príncipe (película)
Harry Potter y el misterio del príncipe (título original en inglés: Harry Potter and the Half-Blood Prince) es la sexta película de la saga de Harry Potter y de la franquicia Mundo Mágico. El director de la cinta fue nuevamente David Yates, director del largometraje anterior y de las dos películas restantes de la serie. Se estrenó mundialmente el 15 de julio de 2009. La cinta es una adaptación de la novela homónima de la escritora británica J. K. Rowling que se había publicado en el año 2005. La película fue nominada a un Óscar a la mejor fotografía.
Situada entre los géneros de fantasía, drama y aventuras, la película continúa la historia del mago Harry Potter tras los eventos ocurridos en el largometraje anterior; el protagonista vuelve a su colegio para cursar su sexto año en medio de atentados perpetrados por lord Voldemort y sus mortífagos que azotan Inglaterra. Debido a la creciente amenaza de Voldemort y los suyos, Albus Dumbledore decide impartir lecciones privadas a Harry y así prepararlo para la confrontación final con el lado oscuro. Algunos han señalado paralelismos entre el clima de terror que vive la comunidad mágica en la película y la situación del mundo real.
El guion de la cinta estuvo a cargo de Steve Kloves, quien retomó su puesto tras no haber participado en la realización de la película predecesora. La adaptación se concentró mucho más en las subtramas de la novela –como por ejemplo la exploración de los intereses amorosos de los personajes– dejando en un lugar secundario otras cuestiones presentes en el libro; algunos críticos opinaron que este enfoque reducía las partes más interesantes del filme que concernían al misterio de los horrocruxes y el pasado de Voldemort. Otros especialistas que repitieron en esta cinta son el diseñador de producción Stuart Craig, cuyo trabajo en la saga ha recibido numerosos elogios, y el habitual colaborador de David Yates, el compositor Nicholas Hooper; la banda sonora que compuso para la película recibió una nominación para los premios Grammy.
El filme iba a estrenarse originalmente el 21 de noviembre de 2008, pero se corrió al 17 de julio de 2009 por decisión de la compañía Warner Bros., productora del largometraje, aún faltando algunos días para el estreno mundial, la productora volvió a modificar la fecha de estreno, trasladándola al 15 de julio de 2009. El primer cambio se debió a que la huelga de guionistas que tuvo lugar a principios de 2008 había retrasado varios proyectos de alto impacto en las taquillas cuyo estreno la compañía había planificado para 2009; dada esta situación –y la gran recaudación de otra película de Warner Bros. en 2008, The Dark Knight–, la productora decidió desplazar el estreno de El misterio del príncipe al año siguiente para asegurarse la recaudación de dicho año. Esta decisión generó el descontento de muchos de los seguidores de la saga pero, no obstante, el filme consiguió recaudar lo suficiente como para colocarse entre las películas más exitosas del año.
En los países hispanohablantes, el título de la película fue alterado para coincidir con el que la editorial Salamandra había titulado la novela para la edición en español. El original –Harry Potter and the Half-Blood Prince, que se traduciría como «Harry Potter y el príncipe mestizo»– fue traducido como Harry Potter y el misterio del príncipe. También en algunos países de Hispanoamérica, como es el caso de Argentina, la distribución, el estreno y las recaudaciones de las películas se vieron afectadas por la epidemia de la gripe H1N1.
David Yates repite como director tras dirigir la quinta entrega, mientras que David Heyman y David Barron son los productores. El guion es de Steve Kloves. El rodaje comenzó el 17 de septiembre de 2007 y finalizó el 17 de mayo de 2008. Como las películas anteriores, se estrenó a la vez en salas de cine tanto convencionales como IMAX 3-D.

## Argumento
Lord Voldemort pone en un aprieto tanto al mundo mágico como al del muggle al secuestrar en el callejón Diagon al fabricante de varitas Garrick Ollivander y destruir el Puente del Milenio. La familia Malfoy está en desgracia cuando Lucius es arrestado y enviado a Azkaban por estar envuelto con los mortífagos. Voldemort elige en su lugar a Draco para llevar a cabo una misión secreta en Hogwarts. La madre de Draco, Narcissa, y su tía Bellatrix Lestrange buscan la ayuda de Severus Snape, quien afirma haber estado actuando como un topo dentro de la Orden del Fénix todo el tiempo. Snape hace un Juramento Inquebrantable con Narcissa para proteger a Draco y cumplir con la tarea si este falla.
Harry Potter, ahora con 16 años, acompaña a Albus Dumbledore desde Surbiton a la aldea de Budleigh Babberton para visitar al exprofesor de pociones Horace Slughorn. Este, que ha estado todo el tiempo escondido, acepta regresar a Hogwarts para la enseñanza. Dumbledore luego lleva a Harry a la Madriguera, donde Harry se reúne con sus mejores amigos, Ron Weasley y Hermione Granger. Los tres visitan la nueva tienda de bromas de Fred y George Weasley en el callejón Diagon y ven a Draco entrando al callejón Knockturn con un grupo de mortífagos, incluido Fenrir Greyback. Harry cree que Voldemort ha convertido a Draco en un mortífago, pero Ron y Hermione son escépticos sobre ello. En el Expreso de Hogwarts, Harry se esconde en el vagón de Slytherin usando el Polvo Peruano de Oscuridad Instantánea y su Manto de Invisibilidad, pero tan pronto como llegan a la estación, Draco lo descubre y lo petrifica con un encantamiento. Mientras Harry esta petrificado en el suelo, Draco culpa a Harry de todo lo que paso y que debido a él su familia haya caído en desgracia, momentos después Draco lo golpea en la nariz en represalias y deja a Harry a su suerte en el tren debajo de su Manto de Invisibilidad. Sin embargo luego de que Draco abandona la escena, Luna Lovegood quien se encontraba merodeando los vagones del tren, descubre a Harry en el suelo bajo su Manto de Invisibilidad y lo rescata.
En Hogwarts, Harry y Ron toman prestados libros de texto para la clase de pociones de Slughorn; Harry retiene para sí una copia que resulta estar llena de notas y hechizos útiles que dejó el "Príncipe Mestizo", y lo usa para sobresalir en la clase e impresionar a Slughorn, ganando una poción de suerte líquida por ello. Ron se convierte en guardián del equipo de quidditch de Gryffindor y forma una relación romántica con Lavender Brown, dejando molesta a Hermione. Harry consuela a Hermione y admite que ahora siente algo por la hermana menor de Ron, Ginny Weasley.
Harry pasa las vacaciones de Navidad con la familia Weasley. En la víspera de Navidad, Harry discute sus sospechas sobre Draco ante la Orden del Fénix. Sus sospechas son descartadas, pero Arthur Weasley le dice luego a Harry en privado que los Malfoy pueden haber estado interesados en un Armario Evanescente. Durante un momento donde Harry y Ginny estaban a punto de tener un momento romántico, Bellatrix y Greyback atacan y queman la Madriguera, arrastrando a Harry a una batalla en la cual salva a Ginny antes de que llegara la Orden y luchase contra los mortífagos. En Hogwarts, Dumbledore le revela a Harry que Slughorn posee un recuerdo de Voldemort que el necesita desesperadamente; le pide a Harry que confronte a Slughorn y recupere el recuerdo real, luego de recibir una versión alterada que lo hizo parecer como si Slughorn no supiera nada. Harry no puede convencer a Slughorn.
Después de que Ron ingiriese accidentalmente una poción de amor destinada a Harry, este lo cura con la ayuda de Slughorn. El trío lo celebra con hidromiel que Slughorn tenía intención de regalar a Dumbledore. El hidromiel envenena a Ron, y Harry se ve obligado a salvarle la vida después de que Slughorn vacilara. Ron murmura el nombre de Hermione mientras se recupera en la enfermería, haciendo que Lavender termine su relación con el. Harry confronta a Draco por el hidromiel y un collar maldito, y los dos empiezan un duelo entre sí. Harry usa una maldición llamada Sectumsempra del libro de pociones del Príncipe Mestizo para herir severamente a Malfoy, quien es rescatado y curado poco después por Snape. Temiendo que el libro esté lleno de más magia oscura y quedando algo traumatizado por lo que pasó previamente, Harry por insistencia de Ginny decide finalmente acceder a deshacerse del libro de una vez por todas y lo esconden en la Sala de los Menesteres, donde también comparten su primer beso.
Harry decide usar su poción de la suerte líquida para tratar de convencer a Slughorn de que este le entregue el recuerdo original que Dumbledore tanto necesita, sobre la platica que tuvo con Tom Riddle años atrás, por otro lado y tras recapacitarlo detenidamente, Slughorn finalmente accede y le entrega el recuerdo a Harry en un frasco, no sin antes pedirle al joven mago que por favor no piense mal de Slughorn cuando lo vea, ya que este no tiene idea de como era Tom en ese entonces. Finalmente y ya con el recuerdo original en su poder, Dumbledore lo coloca en el pensadero, para que Harry y este puedan ver el recuerdo original, donde ambos se enteran de que Voldemort quería saber toda la información sobre que es y como crear un horrocrux, unos objetos mágicos oscuros que pueden contener partes del alma de un mago y hacerlos inmortales en cierta forma. Luego de analizar el recuerdo, Dumbledore concluye que la situación es mucho peor de lo que imagino y que Voldemort no solo dividió con éxito su alma en siete partes creando seis horrocruxes, de los cuales dos ellos ya han sido destruidos previamente: el diario de Tom Riddle por Harry en el incidente en la Cámara Secreta de hace cuatro años y el anillo de Marvolo Gaunt por el propio Dumbledore, el cual además fue el responsable de ennegrecerle su mano derecha. Los dos viajan a una cueva junto al mar donde Harry ayuda a Dumbledore a beber una poción que oculta otro horrocrux, el guardapelo de Slytherin.
Un Dumbledore debilitado se defiende junto a Harry de los inferi y se aparece de nuevo en Hogwarts. Bellatrix, Greyback y otros mortífagos entran en Hogwarts con la ayuda de Draco a través del Armario Evanescente de la Sala de los Menesteres que Draco logró conectar con el que había estado trabajando en el callejón Knockturn. Dumbledore le dice a Harry que hable con Snape y con nadie más. Draco llega a la Torre de Astronomía y desarma a Dumbledore revelando que ha sido elegido por Voldemort para matar al director, pero este por miedo no es capaz de hacerlo. Por otro lado, Harry permanece escondido debajo de ellos y trata de interferir en la confrontación con su varita, sin embargo es descubierto en el último segundo por Severus Snape, el cual le apunta con su varita y donde este último le pide a Harry que baje su varita y guarde silencio. Momentos después, Snape llega a la escena y lanza el maleficio asesino sobre Dumbledore y donde el mismo ataque termina empujando por el borde al director hacia el vacío, debido a que Draco fue incapaz de hacerlo y de esta manera el director termina muriendo. Más tarde, el propio Snape domina fácilmente a Harry y lo desarma, donde también le revela que él es en realidad "el Príncipe Mestizo" y escapa de la escena con los demás mortífagos.
Momentos después, Harry regresa a Hogwarts, donde los estudiantes y el personal lloran la muerte de Dumbledore. Más tarde les revela a Ron y Hermione que el guardapelo horrocrux encontrado en la cueva previamente es falso, ya que contiene un mensaje de "R.A.B" que indica que ha robado el verdadero horrocrux con la intención de destruirlo. Cuando determinan renunciar a su último año en Hogwarts, Harry, Ron y Hermione deciden rastrear los restantes horrocruxes juntos.